# Allalinhorn
El Allalinhorn es una montaña suiza de los Alpes Peninos en el macizo del Mischabel. Se encuentra en el cantón del Valais.

## Características

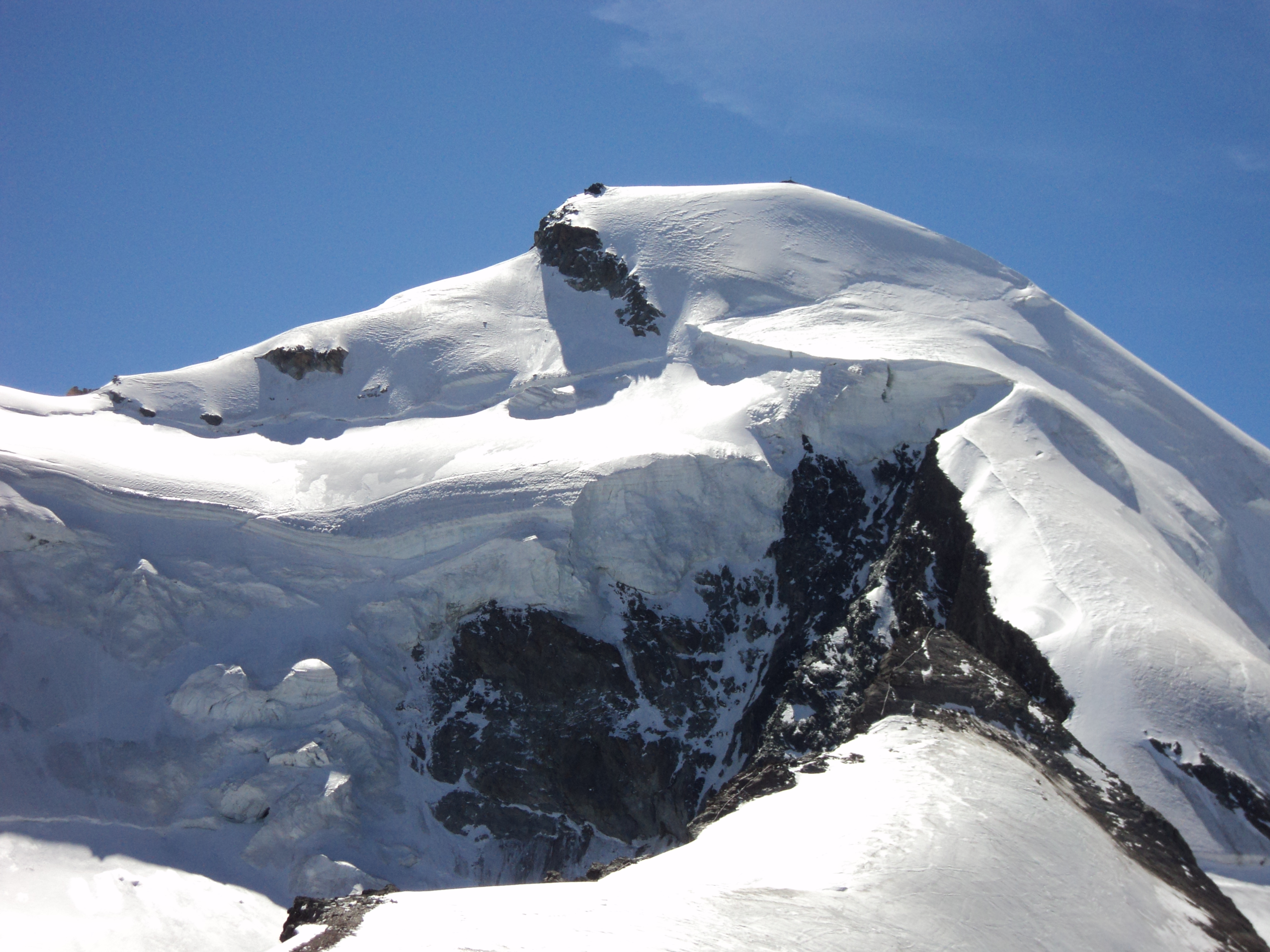
La cara norte de la montaña vista desde el Mittelallalin.

Según la clasificación SOIUSA, el Allalinhorn pertenece al subgrupo Grupo Strahlhorn - Allalinhorn, con el código I/B-9.V-A.1.a. Forma parte del gran sector de los Alpes del noroeste, sección de los Alpes Peninos, subsección Alpes del Mischabel y del Weissmies, supergrupo Macizo del Mischabel (entendido en sentido amplio), grupo Macizo del Strahlhorn.
En un sentido más estricto, el Allalinhorn y el Strahlhorn (con las montañas vecinas) son consideradas un macizo aparte del Mischabel.
La montaña queda sobre el Saastal y, en particular, la localidad de Saas-Almagell y de Saas-Fee.
De las vertientes del monte descienden diversos glaciares: sobre la cara este de la montaña el glaciar del Allalin, que fue el escenario de una espantosa caída que en el año 1965 causó la muerte de 88 trabajadores dedicados a la construcción de un dique; sobre la cara norte el glaciar de Fee y sobre la cara oeste el glaciar de Mellich.
Al este de la montaña más hacia el valle se encuentra el lago Mattmark.

## Ascenso a la cima
Este cuatromil es el más popular y fácil de alcanzar en la zona. Los escaladores pueden ascender desde Saas-Fee a través de dos instalaciones por cable y un metro subterráneo hasta el Mittelallalin (3.456 m) donde se encuentra el restaurante giratorio más alto del mundo. Desde el Mittelallalin se sube en dirección noroeste al Fee-joch ("collado Fee", 3.810 m), collado que separa el Allalinhorn del Feechopf. Desde el Fee-joch se sube por el lado occidental del monte.

## Altura
La altura aparece como 4.027,4 m s. n. m. en la lista oficial de los cuatromiles de los Alpes, publicada por la UIAA en su boletín n.º 145, de marzo de 1994. En el libro Cuatromiles de los Alpes por rutas normales, Richard Goedeke indica los 4.027 m. 